# Aspidium singaporianum
Aspidium singaporianum là một loài thực vật có mạch trong họ Dryopteridaceae. Loài này được Wall. ex Hook. & Grev. miêu tả khoa học đầu tiên năm 1827.